# Fundação Jorge Antunes
O Desportivo Jorge Antunes é uma coletividade sediada na cidade de Vizela, em Portugal. O clube foi fundado em 1979, como Grupo Desportivo da Lasa, contudo, após o trágico falecimento de Jorge Antunes, irmão do presidente da Direção, o clube passou a denominar-se por Fundação Jorge Antunes numa homenagem alusiva ao seu irmão.
O clube, hoje oficialmente reconhecido como Associação Desportivo Jorge Antunes, promove a prática do desporto, permitindo aos jovens locais e de regiões limítrofes a prática desportiva assente no princípio fundamental da formação de atletas. No agora extinto Futebol de Salão conquistou títulos importantes como a Taça dos Campeões Europeus de Clubes, no escalão de Seniores. 
Na época 1999-2000 entrou oficialmente no Futsal e, desde aí, instalou-se como uma das equipas mais importantes de Portugal, sendo considerada Top-5 Nacional. Contudo, a falta de apoios alinhada à crise, ditou que esta equipa colosso nacional do Futsal fosse condenada a um interregno no Futsal Sénior, tendo sido a época 2010/2011 a sua última época oficial no que concerne ao referido escalão, até à reativação do mesmo que ocorreu na época 2019/2020. Nesse período, o Desportivo Jorge Antunes manteve os seus escalões de formação, nos quais conquistou diversos títulos regionais e o acesso ao Campeonato Nacional de Sub-17. 
O Desportivo Jorge Antunes é, desde 1979, uma associação desportiva com títulos nacionais e internacionais, sendo nesta altura o clube mais eclético da cidade e do concelho de Vizela, contando com mais de 300 atletas distribuídos por várias modalidades e escalões. Futsal, BTT Downhill, BTT Enduro, Matraquilhos, MMA, Kickboxing, Beach Wrestling, Airsoft e Ténis de Mesa são as modalidades atuais.

## Palmarés
- 1991 / 1992: Campeão Nacional 1ª Divisão

- 1992 / 1993: Finalista Supertaça Nacional

- 1994 / 1995: Campeão Distrital Juniores

- 1995 / 1996: Campeão Nacional 1ª Divisão Vencedor Supertaça Nacional Vice-Campeão Nacional Juniores Campeão Regional Juniores

- 1996 / 1997: Vencedor da Taça dos Campeões Europeus de Clubes Vencedor III Troféu Nacional Campeão Nacional Juniores Finalista I Taça Nacional de Juniores Campeão Regional Juniores Vencedor I Taça Regional Juniores Vencedor I Taça Regional Principiantes Finalista I Taça Nacional Principiantes

- 1997 / 1998: Campeão Nacional 1ª Divisão Vencedor IV Troféu Nacional Vencedor Supertaça Nacional Campeão Ibérico Seniores Vice-Campeão Ibérico Juniores Troféu Norte Desportivo Troféu Confederação Desporto de Portugal Troféu Minhoto 98 Troféu Revista Estádio

- 1998 / 1999: Campeão Nacional 1ª Divisão Vencedor da Taça de Portugal Seniores Vencedor Supertaça Nacional Vencedor V Troféu Nacional Vice-Campeão da Taça dos Campeões Europeus de Clubes Campeão Distrital Iniciados - Futsal

- 1999 / 2000: Vencedor VI Troféu Nacional Entrada no Futsal

- 1999 / 2000: Campeão Distrital de Seniores - A. F. Braga (Equipa "B")

- 2000 / 2001: Vencedor da Taça de Portugal Vencedor da Taça Distrital - A. F.Braga (Equipa "B")

- 2001 / 2002: Vencedor da Taça de Portugal Finalista da Taça de Juniores - A.F. Braga

- 2002 / 2003: Campeão Distrital de Juvenis - A.F. Braga

- 2003 / 2004: Campeão Distrital de Iniciados - A.F. Braga Campeão Distrital de Infantis

- 2004 / 2005: Campeão Distrital de Iniciados - A.F. Braga Campeão Nacional de Juvenis Campeão Distrital de Juvenis